# Colônia proprietária

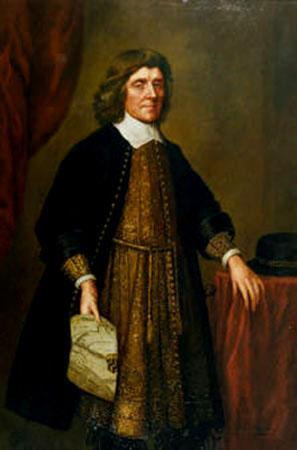
Cecil Calvert, 2º Barão de Baltimore, foi o primeiro Proprietário e Governador Proprietário da Província de Maryland

Colônia proprietária era a designação de um dos tipos de colônia inglesa aplicado principalmente na América do Norte e no Caribe no século XVII.

## Características
No Império Britânico, todas as terras pertenciam ao governante, e era sua prerrogativa dividir. Portanto, todas as propriedades coloniais foram divididas por intermédio de um Carta Régia, em um de quatro tipos: proprietário, real, estoque comum ou convênio. O rei Charles II usou a solução proprietária para recompensar aliados e concentrar sua própria atenção na própria Grã-Bretanha. Ele ofereceu aos seus amigos  "colonial charters" ("cartas coloniais") que facilitavam o investimento privado e o autogoverno colonial. As cartas fizeram do proprietário o governante efetivo, ainda que em última instância, responsável pelas leis inglesas e pelo rei (num sistema semelhante ao das capitanias hereditárias implementado no Brasil). Charles II concedeu a Nova Holanda ao seu irmão mais novo, o Duque de Iorque, que a batizou de Nova Iorque. Ele concedeu uma área a William Penn, que a batizou de Pensilvânia.
Esse tipo "controle concedido", começou a ser desprestigiado quando as colônias se estabeleceram e as dificuldades administrativas diminuíram. Os soberanos ingleses procuraram concentrar seu poder e autoridade e as colônias foram convertidas em colônias da Coroa, ou seja, governadas por oficiais nomeados pelo Rei, substituindo as pessoas que o rei havia indicado anteriormente e sob termos diferentes.[carece de fontes?]

## As primeiras
Pouco antes da Guerra Revolucionária Americana (1775-1783), havia apenas três colônias proprietárias:
- Colônia de Maryland (criada em 1632)
- Colônia de Delaware (criada em 1664)
- Colônia da Pensilvânia (criada em 1682)